# Barbastro
Barbastro (aragonska: Balbastro, katalanska: Barbastre) är en stad och kommun i provinsen Huesca i den autonoma regionen Aragonien i nordöstra Spanien. Staden ligger vid floden Vero, cirka 45,5 kilometer sydost om Huesca. Kommunen har 17 558 invånare (2024), på en yta av 107,60 km².